# Србски кувар (1855)
Србски кувар (слсрп. Србскій куваръ : по немачкому кох-бухъ) је прва књига рецепата у Срба. Саставио ју је јеромонах Јеротеј Драгановић у манастиру Крушедол, на Петровдан 1855. године. Штампан је исте године у Новом Саду. Друго издање објављено је 1865. у Београду. Иако углавном садржи преведене рецепте немачке кухиње, овај кувар има посебно месту у историји и историји кулнарства овог региона, као први кувар који потписује неки српски аутор.

## О кувару
Јермонах Јеротеј Драгановић написао је Србски кувар на славeносрпском језику. Управо ова књига је постала основа за учење будућих генерација Срба, омогућавајући им да науче како да спремају јела без претеране употребе масти и других нездравих састојака. У предговору ове књиге, јеромонах Јеротеј Драгановић изражава своју жељу да буде користан свом народу, истичући своје вишегодишње трудовање у припремању јела која ће бити од велике користи за српски народ.:
| „ | Желећи свом милом роду да будем користан, трудио сам се више година овој књизи, која ће, као што од срца желим, роду нашем од велике потребе бити. Ја сам, пре него што сам Монашки ред примио, у Двору код Његове Светлости Господина Патријарха уметност кувања учио, у чему сам толико успеха постигао, да сам ево у стању и књигу издати, којој сам дао име Српски Кувар. Она садржи у себи 302 правила припремања разних врста јела, које сам свако понаособ довољно испитао, уверио себе пробајући их да су добра и савршена, и да се могу у књигу ставити, коју Теби драги Читатељу на дар прилажем, љубезно те молећи, да је са оном искреношћу примиш са којом Ти је ја предајем. Из ове ће књиге наш подмладак Српски, научити укусна и за стомак здрава јела зготовити, без да претерује у мастима и чему другоме. Ова књига, колико је за здравље потребна, и неопходно нужна, толико је и за економију дома корисна, јер ће маст уштедети и здравље подкрепити. | ” |

Према подацима из предговора, Србски кувар садржи 302 рецепта. Иако је књигу назвао Србски кувар, Драгановић је ову збирку саставио од немачких рецепата које је само превео. У својим рецептима Драгановић је користио тадашње мере за количину намирница: фунта (560 g), олба (0,7 l), лот (17,5 g) и друге. Рецепти су сортирани према врсти јела и подељени на 6 поглавља и више подпоглавља:
- различите чорбе, мрсне и посне
- предјела мрсна и посна за Белу недељу
- гарнирунзи
- разни сосови
- чушпајзи (варива од поврћа)
- умаци
- паприкаши
- јела од меса
- јела од Рибе
- пите
- тестенина
- крофне и куглофи
- кохови, пудинзи и шатои
- јела са месом дивљачи
- компоти
- салате
- торте
- слатка пецива и колачи
- разни сулцови (желеи)
- сладоледи
- слатка зимница (џемови и слатка)
- слана зимница (туршија)[5]

Интересантно у вези овог кувара је то што је у њему било дестак рецепата у којима је један од састојака била чоколада.

## О Јеротеју Драгановићу
Пре него што се замонашио, Јеротеј Драгановић био је кувар код патријарха Јосифа Рајачића, где је учио уметност кувања и постигао значајан успех у том подухвату. То искуство му је омогућило да састави књигу која ће постати темељ српске кулинарске традиције.

## Савремена издања
У новије доба објављено је неколико реиздања овог кувара, преведених на савремени српски језик:
- 1989. Јелена Радовановић је приредила и објавила овај кувар под насловом Српски кувар Јеромонаха Јеротеја Драгановића. У предговору приређивача и напоменама уз текст наводи се да је ово у неколико измењено издање из 1855. године.[7] Књига је до приређивача дошла оштећена. Недостајале су извесне странице и оне су допуњене рецептима Др. Војислава Јовановића и старих српских породица које су имале записане рецепте. Оригинална књига је припадала породици Јеврема Рајића[8] и на задњим страницама су сестре песника Велимира Рајића дописивале своје рецепте.[2] 
Једна од замерки овом издању је то што се у многим рецептима, као састојак, појављује прашак за пециво. Мало је вероватно да су оригинални рецепти, које је јеромонах Јеротије Драгановић приредио и записао, у састојцима имали прашак за пециво, с обзиром на чиненицу да је масовна производња прашка за пециво започела тек у периоду 1855 – 1866. године. Исто тако мало је вероватно да је прашак за пециво тада уопште био доступан у овим крајевима. Једна од предпоставки је да је навођење прашка за пециво у овом издању из 1989. године последица поменутог дописивања рецепата од стране тадашњих власника оригиналног примерка књиге који је приређивач користио.[2] 
Године 1995. исто ово издање објавиле су и Књижевне новине.[9]
- 1993. издавачка кућа „Прометеј” из Новог Сада објавила је Српски кувар : сачињен трудом јеромонаха Јеротеја Драгановића, кувара у манастиру Крушедол. Ово издање приредио је и поговор написао Павле Живанов, а  Александра Коларић је текст прилагодила савременом читаоцу, као и старе мере, уз речник страних и архаичних речи.[10]
- 2007. је издавачка кућа Пролог из Врњачке Бање ову књигу објавила под насловом Мали мушки кувар.[11]

## Спољашњи извори
- „Kratka istorija srpskih kuvara”. Globus Srbija. 2019-12-01. Приступљено 2025-04-29.
- sultanija (2018-03-25). „Ukus fest - U slavu ukusa: Praznik za sva čula”. Rokselanin kofer. Приступљено 2025-04-30.
- Bogdanović, Aleksandra (15. 1. 2023). „Moja lepa Srbija: Ukusi Vojvodine”. РТС. Приступљено 2025-04-30.
- „Vojvođanska kuhinja”. VojvodinaCafe. Приступљено 2025-04-30.
- „Istorija Vojvođanske Kuhinje”. Travel.RS. 2009-11-06. Приступљено 2025-04-30.